# HD 63584
HD 63584，又名CP-69 770，SAO 249943、HR 3038，是一颗恒星，视星等为6.18，位于銀經281.85，銀緯-20.97，其B1900.0坐标为赤經7h 44m 31.1s，赤緯-69° -20.97′ 37″。